# ارتش سرخ رور
ارتش سرخ رور نیرویی متشکل از کارگران چپ بود که با استعداد ۵۰ تا ۸۰ هزار نفر هنگام خیزش رور در دوران جمهوری وایمار شکل گرفت. خیزش رور بزرگ‌ترین خیزش کارگران مسلح در تاریخ آلمان است که در صنعتی‌ترین ناحیه این کشور از ۱۳ مارس تا ۲ آوریل ادامه داشت. این خیزش واکنش کارگران به کودتای کاپ و تلاش نیروهای دست‌راستی برای سرنگونی دولت بود.
با اعلام اعتصاب سراسری در ۱۴ مارس به آرامی واحدهای مسلح کارگران تشکیل شده و واحدهای فرای‌کور و ارتش را از منطقه بیرون کردند. در نهایت و با آمدن نیروهای کمکی دولت توانست خیزش را سرکوب نماید که طی آن ۱۰۰۰ تن از کارگران کشته شدند.

## شرح رخدادها
نیروهای این خیزش عمدتاً متشکل از کارگرانی بودند که در حزب کمونیست آلمان (۱۹۱۸)، حزب کمونیست کارگری آلمان، حزب سوسیال دموکرات مستقل آلمان و اتحادیه کارگران آزاد آلمان عضویت داشتند. ارتش سرخ در منطقه رور در واکنش به کودتای کاپ تشکیل و از حمایت کارگران و معدن‌چیان برخوردار بود. این نیرو توانست به زودی کل منطقه رور را به اشغال خود در بیاورد.

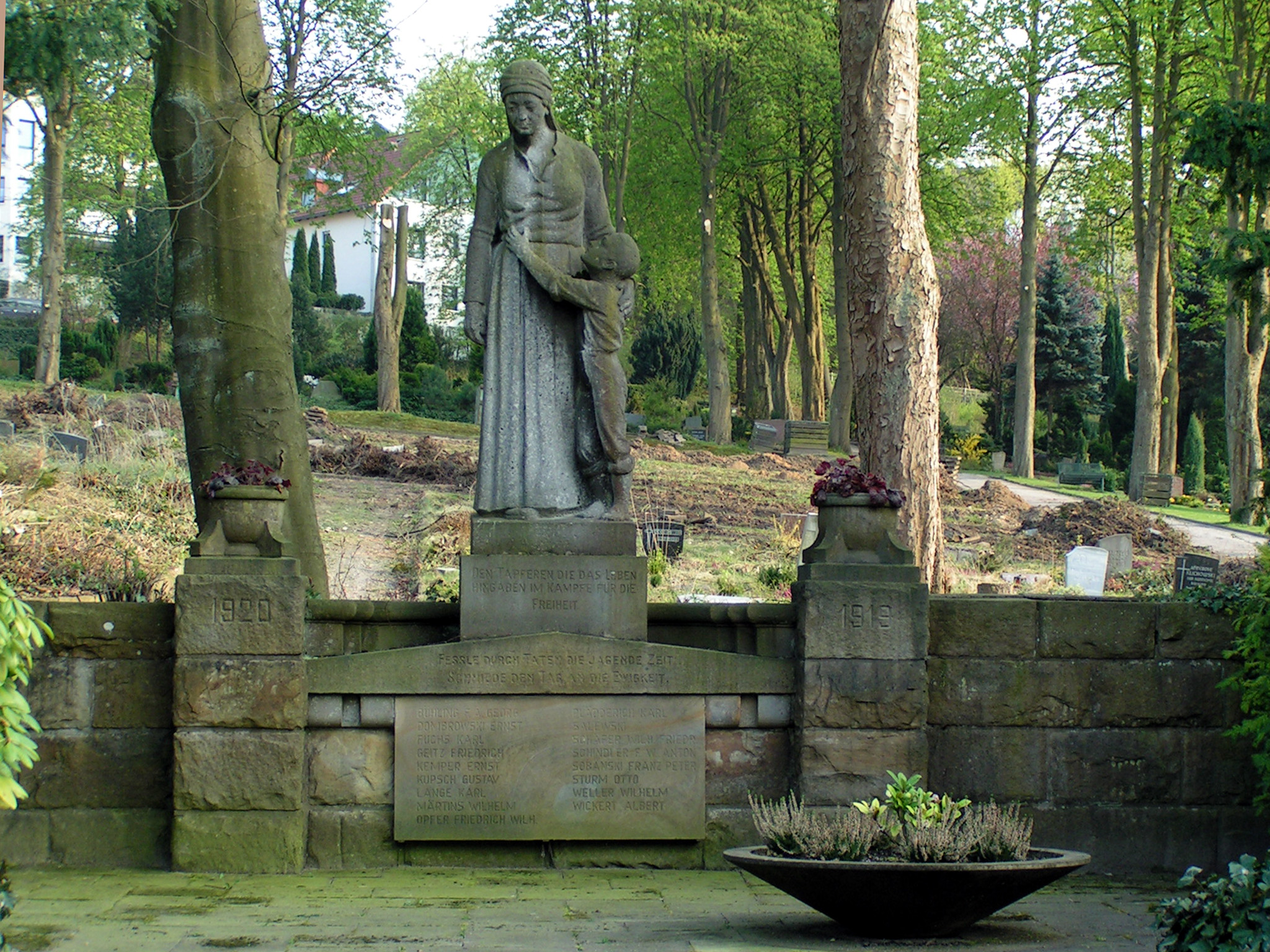
یادواره خیزش رور در هاگن

پس از شکست مذاکرات برای پایان اعتصاب، دولت آلمان در ۲ آوریل واحدهای نظامی خود را به همراه نیروهای نظامی‌نما به منطقه اعزام نمود که باعث جنگ داخلی شد. در نهایت و پس از درگیری‌های گسترده دولت توانست ارتش سرخ رور را شکست داده و منطقه را پس بگیرد. تلفات کارگران در این نبردها بسیار زیاد و نزدیک به هزار نفر بود. در نهایت و با فرمان ۱۲ آوریل اسکار فون واتر که رهبری قوای دولتی را در دست داشت درگیری‌ها پایان یافت.
امروزه یادواره‌ای از این خیزش در هاگن برپا شده‌است.